# Argentina en los Juegos Olímpicos de Los Ángeles 1932
La participación de Argentina en los Juegos Olímpicos de Los Ángeles 1932 fue la tercera oficialmente organizada por el Comité Olímpico Argentino. La delegación presentó 36 deportistas -la segunda más reducida de su historia detrás de la de 1956-, como consecuencia de la Gran Depresión. Una vez más, como en las anteriores ediciones, ninguna mujer integró la delegación, aunque por primera vez una atleta argentina, Olga Tassi, había clasificado, no pudiendo participar por falta de autorización paterna. Pese al exiguo número de participantes, el equipo olímpico obtuvo cuatro medallas (tres de oro y una de plata), seis puestos premiados, y en el medallero general ocupó la posición N.º 11 sobre 37 países participantes, por lo que es la mejor posición absoluta en el medallero alcanzada por el país en toda su historia olímpica.
El boxeo se destacó aportando tres de las cuatro medallas (2 de oro y una de plata) y dos posiciones premiadas, ubicándose en la 1.ª posición en el medallero de la disciplina, logro no igualado por el olimpismo argentino. La otra medalla de oro fue ganada en la maratón y con récord olímpico, por el corredor Juan Carlos Zabala, en uno de los éxitos más recordados del deporte argentino.
Durante estos Juegos se produjo un serio conflicto entre los deportistas argentinos y el cuestionado gobierno de Agustín P. Justo, debido a la falta de envío de fondos para afrontar los gastos de entrenamiento, transporte y estadía, que llevó a que el abanderado de la delegación, Alberto Zorrilla, abandonara el equipo argentino y no se presentara a competir.

## Boxeo: dos medallas de oro y una de plata

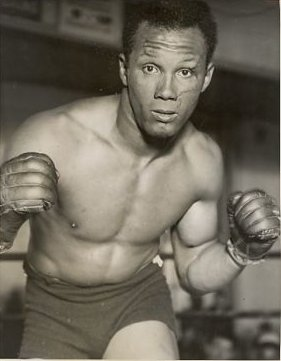
El boxeador Santiago Lovell, ganador de la medalla de oro en la categoría peso pesado

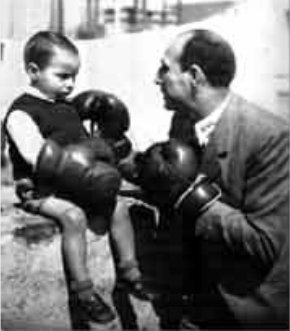
El boxeador Carmelo Robledo, ganador de la medalla de oro en la categoría peso pluma

El equipo argentino de boxeo aportó tres de las cuatro medallas obtenidas por la delegación, dos de ellas de oro, alcanzando de ese modo el 1.º lugar en el medallero de la disciplina, superando a Estados Unidos. Este logro no sería obtenido por ningún otro equipo olímpico argentino y solo encuentra parangón dentro del mismo deporte, cuando el boxeo salió 1.º en la Tabla de Puntaje de la disciplina en Ámsterdam 1928.
- Santiago Lovell, con 20 años, ganó la medalla de oro en la categoría peso pesado. Lovell eliminó en primera ronda al finlandés Gunnar Bärlund y luego en semifinales al canadiense George Maughan, por nocaut técnico. La final se realizó el 13 de agosto, ante el italiano Luigi Rovati, venciéndolo por nocaut.[8] El hermano de Santiago Lovell, Guillermo obtendría la medalla de plata en Berlín 1936, y su hijo, Alberto Santiago, llegaría a los cuartos de final en Tokio en 1964, todos en peso pesado.[7]
- Carmelo Robledo, con 20 años, ganó la medalla de oro en la categoría peso pluma (hasta 57,152 kilos). Robledo, que ya había alcanzado una posición premiada en Ámsterdam 1928 al llegar a cuartos de final, llegó esta vez a la final luego de vencer al irlandés Ernest Smith y al sueco Carl Allan Carlsson-Ekebäck. En la final, disputada el 13 de agosto, se enfrentó al alemán Josef Schleinkofer, venciéndolo por puntos, en un combate muy parejo en el cual Robledo aprovechó el cansancio del alemán en el round final.[8][9]
- Amado Azar, el Sapo, con 18 años, obtuvo la medalla de plata en la categoría peso mediano (hasta 72,574 kilos). Azar venció primero al italiano Aldo Longinotti, luego al francés Roger Michelot, quien ganaría la medalla de oro en Berlín 1936, y enfrentó en la final al estadounidense Carmen Barth, quien lo venció por puntos.[8] Azar estuvo tan molesto con el fallo que se retiró del ring sin sacarse la tradicional foto junto a su contrincante.[10]
- También alcanzaron posiciones premiadas en boxeo Carlos Alberto Pereyra, en la categoría peso gallo (hasta 53,525 kg), y Rafael Lang, en la categoría peso mediopesado (hasta 79,378), al haber llegado a cuartos de final.[8]

Debido a las medallas y puestos premiados obtenidos, la Argentina ganó en esos juegos la clasificación en el medallero general de boxeo, y salió segunda en la tabla por puntaje, siendo superada por Estados Unidos. Las siguientes son las tablas de clasificación por medallas y por puntaje.
| Boxeo: Medallero                      | Boxeo: Medallero | Boxeo: Medallero | Boxeo: Medallero | Boxeo: Medallero |
|                                       | País             |                  |                  |                  |
| ------------------------------------- | ---------------- | ---------------- | ---------------- | ---------------- |
| 1                                     | Argentina        | 2                | 1                | 0                |
| 2                                     | Estados Unidos   | 2                | 0                | 3                |
| 3                                     | Sudáfrica        | 2                | 0                | 1                |
| 4                                     | Hungría          | 1                | 0                | 0                |
| 4                                     | Canadá           | 1                | 0                | 0                |
| Fuente: Resultados olímpicos. Wyniki. |                  |                  |                  |                  |

| Boxeo: posiciones por puntaje         | Boxeo: posiciones por puntaje | Boxeo: posiciones por puntaje |
|                                       | País                          | Pts.                          |
| ------------------------------------- | ----------------------------- | ----------------------------- |
| 1                                     | Estados Unidos                | 30,5                          |
| 2                                     | Argentina                     | 20,5                          |
| 3                                     | Alemania                      | 19,75                         |
| 4                                     | Sudáfrica                     | 19,5                          |
| 5                                     | Italia                        | 19                            |
| 6                                     | Canadá                        | 10                            |
| Fuente: Resultados olímpicos. Wyniki. |                               |                               |

## Medalla de oro en maratón
En Los Ángeles ganó la maratón Juan Carlos Zabala, quien con apenas 20 años, se convirtió en el atleta más joven en ganar la prueba en todo el historial olímpico, obteniendo uno de los triunfos olímpicos más recordados en la memoria colectiva argentina. Zabala, quien sería bautizado el Ñandú Criollo, había llegado a las Olimpíadas con algunos antecedentes, como haber roto el récord mundial en 30 kilómetros el año anterior y haber liderado con holgura una maratón idéntica, realizada en Los Ángeles un mes antes, que debió abandonar por molestias en un pie. Sin embargo el corredor argentino no estaba entre los favoritos y las encuestas estaban 20-1 en su contra, favoreciendo a los británicos Sam Ferris y Duncan Wright y al finlandés Armas Toivonen. Por otra parte, pocos días antes de la prueba había sido declarado profesional y excluido por eso de la competencia, el destacado corredor finlandés Paavo Nurmi, ganador de nueve medallas de oro y tres de plata en los tres Juegos anteriores, favorito también, aunque nunca había disputado la maratón.
La carrera se corrió el 7 de agosto sobre una distancia de 42.195 km, que se había vuelto el estándar olímpico desde 1924. Zabala tomó la punta desde el comienzo, pero con pérdidas ocasionales y luchando dentro de un pelotón de vanguardia hasta el kilómetro 31, cuando fue superado por el finlandés Lauri Virtanen, quien inmediatamente tomó una ventaja de 300 metros. Simultáneamente, Duncan Wright también sobrepasa al argentino que queda tercero, faltando 8 kilómetros.
Wright aceleró el paso y se hizo de la punta en el kilómetro 35, mientras Virtanen abandonaba. Pero Zabala se mantuvo y volvió a hacerse de la punta cuando faltaban 3 kilómetros, pero seguido ahora por Sam Ferris, quien mostraba mejor condición física y se puso a 300 metros de Zabala, cuando este entraba al estadio olímpico. En una emocionante vuelta final, Zabala realizó entonces un esfuerzo supremo para impedir que Ferris -cada vez más cerca- lo desbordara, y terminó ganando con una ventaja de 19 segundos y un tiempo de 2-31:36, nuevo récord olímpico.
| Maratón 1932: posiciones finales | Maratón 1932: posiciones finales | Maratón 1932: posiciones finales | Maratón 1932: posiciones finales | Maratón 1932: posiciones finales |
|                                  | Atleta                           | País                             | Tiempo                           |                                  |
| -------------------------------- | -------------------------------- | -------------------------------- | -------------------------------- | -------------------------------- |
| 1                                | Juan Carlos Zabala               | Argentina                        | 2-31:36 (RO)                     |                                  |
| 2                                | Sam Ferris                       | Gran Bretaña                     | 2-31:55                          |                                  |
| 3                                | Armas Toivonen                   | Finlandia                        | 2-32:12                          |                                  |
| 4                                | Duncan Wright                    | Gran Bretaña                     | 2-32:41                          |                                  |
| 5                                | Seiichiro Tsuda                  | Japón                            | 2-35:42                          |                                  |
| 6                                | Onbai Kin                        | Japón                            | 2-37:28                          |                                  |
| Fuente: Sports Reference.        |                                  |                                  |                                  |                                  |

## Puestos premiados y otros buenos resultados
Los atletas argentinos en Los Ángeles 1932 obtuvieron 6 puestos premiados.
- Carlos Alberto Pereyra y Rafael Lang obtuvieron los dos ya mencionados aportados por el boxeo.
- Carlos A. Bianchi Lutti llegó 5.º en la final de 200 metros llanos, con una marca de 21.7,[13] y Federico Kleger resultó 6.º en lanzamiento de martillo, marcando 48.33 metros.[14] De este modo el atletismo aportó dos puestos premiados.
- El pesista Julio Nilo Juaneda quedó en la 6.ª colocación de halterofilia (levantamiento de pesas), en la categoría peso mediano, luego de levantar 285,0 kilos.[15]
- El equipo integrado por Carlos Ramón Kennedy, Leopoldo Tahier, Roberto Guillermo Peper y Alfredo S. Rocca, llegó en 6.º lugar en la final de la posta de 4 x 200, en natación, con un tiempo de 10:13.1, que fue récord argentino y sudamericano.[15]

Otros buenos resultados logrados por la delegación argentina fueron:
- En esgrima, Roberto Larraz finalizó 7.º en florete individual, en tanto que Ángel Gorordo Palacios y Raúl Saucedo, finalizaron 10.º, en florete y espada respectivamente.[15]
- En atletismo, Héctor Berra concluyó 7.º en la final de salto en largo, con una marca de 6,66 metros.[15]

## Circunstancias
En 1932, el cuestionado gobierno de Agustín P. Justo había tomado la decisión de reducir al máximo el presupuesto destinado a la representación argentina en los Juegos Olímpicos de Los Ángeles 1932, aduciendo las dificultades económicas generadas por la Gran Depresión.
Durante los Juegos mismos, surgió un conflicto entre los deportistas y las autoridades argentinas debido a la falta de envío de fondos para afrontar los gastos de entrenamiento, transporte y estadía. Alberto Zorrilla, abanderado de la delegación olímpica, asumió el papel de vocero de los deportistas y ante la falta de respuestas decidió excluirse del equipo argentino y no se presentó para competir en la prueba de 400 metros libres. Oficialmente se informó que Zorrilla estaba enfermo.
Por otra parte, debido a que en Los Ángeles 1932 se utilizó por primera vez el podio olímpico y la interpretación del himno nacional del vencedor, el himno argentino se interpretó tres veces, cuando Juan Carlos Zabala, Carmelo Robledo y Alberto Lovell se ubicaron en lo más alto del podio.